# Fritz Kortner
Fritz Kortner, född 12 maj 1892 i Wien, Österrike-Ungern, död 22 juli 1970 i München, Västtyskland, var en österrikisk skådespelare och regissör inom teater och film, främst i Tyskland. Han var verksam i USA åren 1937-1949.
Fritz Kortner började sin teaterbana 1910 i Berlin hos Max Reinhardt, och vann efter sin framställning på Tribüne av huvudrollen i Ernst Tollers Wandlung namn som en av det moderna Tysklands intressantaste skådespelare. Hans fantasifulla sällsynt fascinerande framställningskonst var ofta patologiskt betonad. Till hans repertoar hör bland annat Richar III, Hamlet, Markis von Kieth, Shylock i Köpmannen i Venedig och Mefistofeles i Faust. Kortner spelade i juni 1933 med eget sällskap i Stockholm på Dramatiska teatern. Fritz Kortner gjorde även från 1920 en stor insats vid filmen. Av hans omkring 20 tyska filmer märks Börderna Karamasov, Ett revolutionsbröllop (mot Gösta Ekman), Hans andra jag, Dreyfus och Danton. 1933 tvingades han i landsflykt och var sedan till 1940 verksam inom brittisk teater och film. Från 1940 verkade han i USA som filmskådespelare och manuskriptförfattare, bland annat till The Dawn's Early Light och The Strange Death of Adolf Hitler.

## Filmografi, urval
- 1924 – Orlacs händer
- 1929 – Den gåtfulla kvinnan
- 1928 – Ett revolutionsbröllop
- 1929 – Fröken statsadvokat
- 1929 – Pandoras ask
- 1930 – Människor i bur
- 1931 – Bröderna Karamazov
- 1946 – Den vassa eggen
- 1946 – Jagad i natten
- 1948 – Berlin Express
- 1950 – Våld i hemlighet